# Пинчевский, Михаил Яковлевич
Мо́йше Пинче́вский (Моисе́й (Михаил) Я́ковлевич Пинче́вский; идиш משה פּינטשעװסקי‎‎; 1 апреля 1894, Теленешты, Оргеевский уезд, Бессарабская губерния — 24 марта 1955, Киев) — еврейский поэт, прозаик, драматург. Писал на идише.

## Биография
Родился в бессарабском еврейском местечке Теленешты (теперь райцентр Теленештского района Молдовы) в 1894 году, в семье мелкого торговца Янкева Пинчевского и его жены Суры. Учился в хедере, ешиве Хаима Черновицера в Одессе. Дебютировал стихами для детей на иврите под псевдонимом «Бен-Сара» в издававшемся в Луганске журнале «Прахим» (Цветы) в 1911 году; в 1912 году опубликовал стихи в альманахе «Моледет» (Родина) С. Бен-Циона. С 1913 года — в Аргентине, сначала чернорабочим в Буэнос-Айресе, затем учителем в колонии еврейских гаучо, вместе с поэтом Абой Клигером (1892—1961) скитался по стране.
Начал публиковать стихи в местной еврейской прессе в 1913 году, первый сборник «Цвит» (Цветение) вышел в Буэнос-Айресе в 1918 году; издал книгу рассказов в 1920 году, сборник рассказов «Фарфалн» (Пропало) в 1919 году. Публиковал стихотворения, рассказы, критические статьи. В 1921 году вернулся в уже румынскую Бессарабию. В 1926 году жил в Бельгии иГермании.
В 1926 году вернулся из Берлина в Бессарабию, перебрался через Днестр, по которому проходила государственная граница СССР, и поселился в Москве, а с 1928 года — в Харькове.
В годы жизни в Советском Союзе опубликовал 13 книг (в том числе 3 детских), 12 пьес, множество публикаций в периодической печати. В 1929 году выходит поэма «Бесарабие» (Бессарабия), за ней следуют сборники «Фир Поэмэс» (Четыре поэмы, 1930), «Фар Киндэр» (Для детей, 1930), «Лидэр Фун Тог» (Стихи дня, 1932), «Гит Дэм Фирһанг» (Дайте занавес, 1932), «Ундзэрэ Киндэр Лидэр» (Стихи наших детей, 1933), «Фейгэлэ Ун Ракэлэ» (Птичка и рачок, 1935), «Дос Лэбм Ун Дэр Тойт Фун Вильям Свен» (Жизнь и смерть Вильяма Свена, 1935), «Дэр Баштан» (Бахча, 1935), «Эльдорадо» (1936), «Юрэ» (Юра, 1936), «Фун Фрилинг Биз Фрилинг» (От весны к весне, 1938), «Ди Гликлэхэ Вос һобм Дэрлэбт» (Счастливчики, которые дожили, 1938), «Дос Ленин-Блимл» (Цветок Ленина, 1940), «Геклибэнэ Лидэр» (Избранные стихотворения, 1940).
Пьесы Пинчевского «Гедэктэ Кортн» (Битые карты, 1930), «Гит Дэм Фирһанг» (Занавес!, 1931), «Коля» (1937) и другие ставились ведущими еврейскими театрами страны, а также в переводах на русском, украинском, казахском и чешском языках. Автор либретто детского балета «Аистёнок» на музыку Дмитрия Клебанова, поставленного в Большом театре в 1935 году; пьеса «Аист» ставилась Еврейским детским театром в Киеве в конце 30-х годов (с Соней Лейман в роли негритёнка Круирука) и Киевским Государственным Еврейским театром (ГОСЕТ) в Черновцах после войны. Другая приключенческая пьеса Пинчевского «Эльдорадо» (1936) также шла на сцене киевского Еврейского детского театра (с Соней Лейман же в роли искательницы приключений Эльзы) — единственного детского театра на идише в СССР. Спектаклем по пьесе «Их Лэб» (Я живу, 1945) 10 марта 1945 года открылся первый послевоенный сезон переведённого в Черновцы Киевского ГОСЕТа. Произведения переводились на русский, украинский, казахский, немецкий, чешский, испанский языки. Член Союза Писателей СССР с 1934 года.
В 1938 году Мойше Пинчевский был арестован по обвинению в шпионаже. В 1939 году, после освобождения, поселился в Киеве. В военные годы в эвакуации в Алма-Ате, вместе с женой Брониславой Львовной и сыном Маром, впоследствии известным переводчиком.
В 1946 году вместе с поэтом Давидом Гофштейном подвергся резкой критике на московском заседании Еврейской Секции Союза Писателей СССР, собранном в связи с постановлением партии о журналах «Звезда» и «Ленинград». В отчётном письме руководства Еврейской Секции А. А. Жданову, Гофштейн (за поэму «Пенициллин») и Пинчевский (за пьесу «Я живу») критиковались за националистические мотивы, пессимизм, отсутствие идеологического содержания и упадочничество. В 1946—1948 годах жил в Черновцах, потом в Киеве. 24 июня 1951 года Пинчевский был повторно арестован и осуждён на десять лет исправительно-трудовых лагерей строгого режима. Умер вскоре после освобождения в 1955 году.
Посмертные сборники избранных произведений вышли на русском языке отдельными книгами («Аистёнок», 1959 и «Дойна», 1960) в Москве, а также на испанском языке в Буэнос-Айресе (2003). Композиция «Басарабие» (Бессарабия, дойна) на слова Пинчевского в исполнении скрипача Ицхака Перлмана и клезмер-группы Brave Old World была выпущена на компакт-диске в 1995 году (Angel Records, США), с тех пор записывалась различными клезмерскими коллективами. Архивы писателя с многочисленными неопубликованными рукописями и машинописями были переданы внуками писателя Украинскому Институту Иудаики в Киеве.

## Семья
- Жена — Фрума-Брайна Лейбовна (Бронислава Львовна) Пинчевская[4].
  - Сын — Мар Михайлович Пинчевский (1925, Харьков — 1984, Киев), переводчик англоязычной литературы на украинский и русский языки. Невестка — Ганна Григорьевна Козаченко (1949—2013), журналист. Внучка — Богдана Пинчевская (род. 1977, Киев), искусствовед, переводчик на русский и украинский языки, прозаик и поэт.
- Брат — Давид Яковлевич Пинчевский (Жан Петрович Пришли), работник Московской областной Контрольной комиссии Рабоче-крестьянской инспекции (КК РКИ), в 1934 году решением ОС НКВД был осуждён на 3 года ИТЛ как «участник антисоветской троцкистской организации».
- Сёстры — Рита Яковлевна Каминская; Полина Яковлевна Фельдблит-Юрьева (1891—1969).
- Племянник — Михаил Филиппович Юрьев, востоковед-синолог.

### На еврейском языке
- צװיט (цвит — цветение, стихи), Буэнос-Айрес, 1918.
- דערצײלונגען (дэрцейлунген — рассказы), Буэнос-Айрес, 1919.
- בעסאַראַביע (Бесарабье — Бессарабия, поэма), Харьков, 1929.
- פֿיר פּאָעמעס (фир поэмэс — четыре поэмы), Мелухе-Фарлаг (Государственное Издательство Украины): Харьков, 1930.
- פֿאַר קינדער (фар киндэр — для детей), Мелухе-Фарлаг: Харьков, 1930.
- לידער פֿון טאָג (лидэр фун тог — стихи дня), Мелухишер Нацминдфарлаг бам Президиум фун ВУЦИК (Государственное Издательство Национальных Меньшинств): Харьков, 1932.
- גיט דעם פֿאָרהאַנג (гит дэм форһанг — занавес!, одноактная комедия), Мелухишер Фарлаг фар ди Националэ Миндерһайтн (Государственное издательство для Национальных Меньшинств): Харьков, 1932.
- אונזדערע קינדער-לידער (ундзэрэ киндэр-лидэр — наши детские стихи), Мелухе Фарлаг фун Вайсрусланд (Государственное Издательство Белоруссии): Минск, 1933.
- פֿײגעלע און ראַקעלע: װי װעװיק און בײלקע האָבן אָנגעהױבן לײענען דעם קינדער פֿרײַנד (фейгэлэ ун ракэлэ: ви Вевик ун Бейлке обм онгеойбм лэйэнэн дэм «киндэр фрайнд» — птичка и рачок: как Вевик и Бейлке начали читать «Друга Детей»), Киндэр Фрайнд: Варшава, 1935.
- דער באָטשאַן (дэр бочан — аист, пьеса-сказка для маленьких детей), Харьков, 1935.
- דאָס לעבן און דער טױט פֿון װיליאַם סװען (дос лэбм ун дэр тойт фун Вильям Свен — жизнь и смерть Вильяма Свена, поэма, I часть), Киев-Харьков, 1935.
- יורע (Юра, детская сказка), Харьков-Одесса, 1936.
- עלדאָראַדאָ (Эльдорадо, пьеса-сказка для детей), Мелухе Фарлаг Фар Ди Националэ Миндерһайтн: Киев, 1936.
- פֿון פֿרילינג ביז פֿרילינג (фун фрилинг биз фрилинг — от весны к весне, стихотворения), Киев, 1938.
- געקליבענע לידער, פּאָעמעס און מעשׂהלעך (геклибэнэ лидэр, поэмэс ун майсэлэх — избранные стихотворения, поэмы и сказки), Киев, 1940.
- דאָס לענין-בלימל (дос Ленин-блимл — цветок Ленина, сказки для маленьких и больших), Киев-Львов, 1940.
- פּנקס-טעלענעשט (пинкэс-Телэнэшт — Сказание о Теленештах: Книга Памяти Теленешт, стр. 189—197), Тель-Авив, 1982.
- Itzhak Perlman «In The Fiddler’s House» (with «Brave Old World» klezmer-band, Bessarabia трак № 6), компакт-диск, Angel Records, Нью-Йорк, ©1995.
- Vira Lozinsky «Distant Stars» (Вайтэ Штэрн), трек № 1 «Дос лид фун Бесарабие», компакт-диск, CD Baby, Нью-Йорк, ©2007.

### На других языках
- Аистёнок: сказки. Государственное издательство детской литературы: Москва, 1959.
- Дойна: стихи и поэмы. Советский писатель: Москва, 1960.
- El idish es tambien Latinoamerica (на испанском языке, сост. Eliahu Toker), Ediciones Instituto Movilizador de Fondos Cooperativos: Буэнос-Айрес, 2003.